# کانادا در المپیک تابستانی ۱۹۱۲

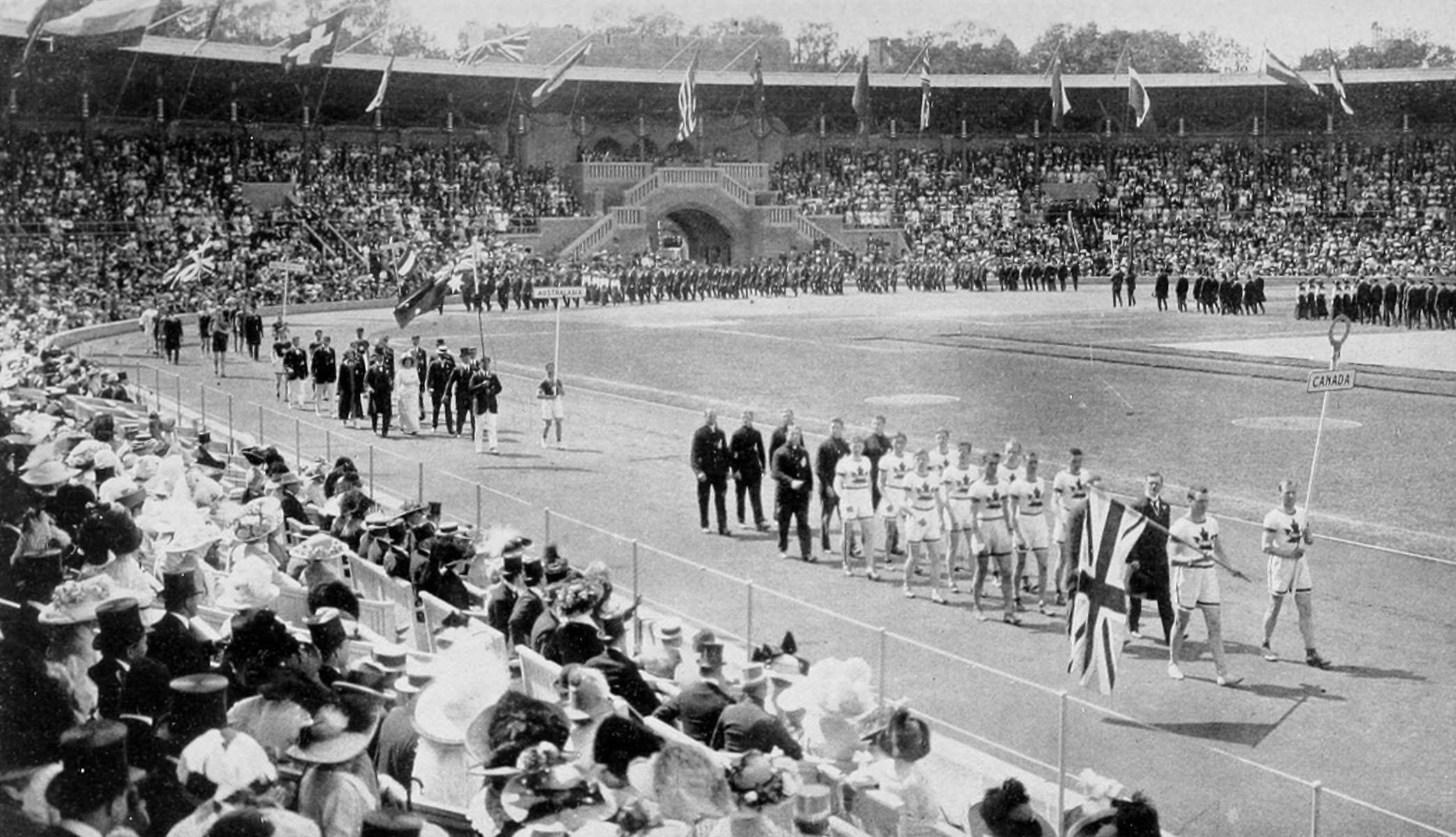
تیم ملی کشور کانادا در المپیک 1912

کانادا در بازی‌های المپیک تابستانی ۱۹۱۲ که در شهر استکهلم برگزار شد، کاروان کانادا با ۳۷ ورزشکار در این رقابت‌ها شرکت کرد و موفق به کسب ۸ مدال (۳ طلا، ۲ نقره، ۳ برنز) شد. در جدول رتبه‌بندی توزیع مدال‌ها، کانادا در ردهٔ ۹ مسابقات قرار گرفت.